# Thomas German Reed
Thomas German Reed (Bristol, 26 de juny de 1817 - Sainte-Croix, (Surrey), 21 de març de 1888) fou un cantant i director d'orquestra anglès.
El seu pare també era músic, i solista de violí en el teatre Garrick de Londres i director d'orquestra en el teatre Haymarket. Estudià en l'Acadèmia Reial de Londres, i feu la seva presentació com a pianista a Bath, després es donà a conèixer com a cantant en teatres i concerts, i es creà una brillant posició a Londres com a professor, pianista i compositor. De 1838 a 1851 fou director d'orquestra d'òpera en el teatre Haymarket. També fou director de la Capella bavaresa i organitzà excel·lents audicions de música sacra.
El 1855 donà a Martinshall petites representacions teatrals, Myand Mrs. German Reed's entertainments, que es traslladaren el 1856 a la Galeria de L'Ilustration i després a Saint Georges Hall. Les obres estaven escrites per a dos o tres personatges i aconseguiren bon èxit i l'aplaudiment dels crítics enemics dels grans teatres.
La seva esposa Priscilla Horton, nascuda a Birmingham l'1 de gener de 1818 i morta a Bazley Eath el 18 de març de 1895, fou una actriu excel·lent.
Els seus germans Robert Hopké i William eren bons violoncel·listes, i el seu fill Alfred Herman Reed continuà l'empresa dels entertainments fins a la seva mort el 10 de març de 1895. El seu net William Henry Reed, continuà la nissaga musical de la família.